# 特拉韦塞尔
特拉韦塞尔（法語：Traversères，法語發音：[tʁavɛʁsɛʁ]）是法国热尔省的一个市镇，属于米朗德区。

## 地理
特拉韦塞尔（43°32'8"N, 0°39'1"E）面积10.46 平方千米，位于法国奧克西塔尼大區热尔省，该省份为法国西南部内陆省份，北起顺时针与洛特-加龙省、塔恩-加龙省、上加龙省、上比利牛斯省、大西洋比利牛斯省和朗德省接壤。
与特拉韦塞尔接壤的市镇（或旧市镇、城区）包括：布卡涅尔、法热阿巴蒂亚勒、欧利、拉尔蒂格、蒙费朗-普拉韦斯、奥尔贝桑、奥尔内藏、桑桑。

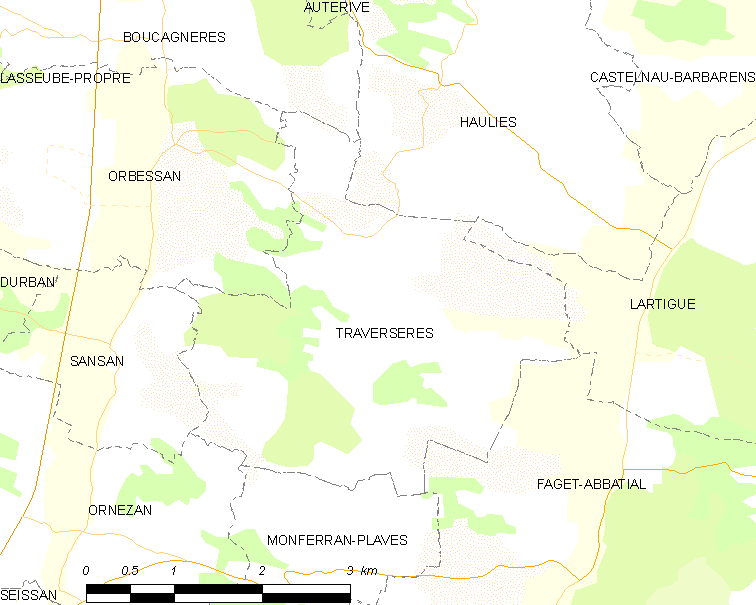
特拉韦塞尔的OSM定位图

特拉韦塞尔的时区为UTC+01:00、UTC+02:00（夏令时）。

## 行政
特拉韦塞尔的邮政编码为32450，INSEE市镇编码为32454。

## 政治
特拉韦塞尔所属的省级选区为阿斯塔拉克-日莫讷县。

## 人口

1962-2008年间特拉韦塞尔人口变化图示

特拉韦塞尔于2022年1月1日时的人口数量为71人。